# Ilimmarfik
Illimarfik er et center for uddannelse, forskning, dokumentation og formidling med tilknytning til Grønlands Universitet.